# Vietnam central
Vietnam central (en vietnamita: Trung Bộ o miền Trung), antes conocido como Trung Kỳ/Annam bajo la administración colonial de la Indochina francesa y Trung Phần por el gobierno de Vietnam del Sur, es una de las tres regiones geográficas dentro de la República Socialista de Vietnam.
El nombre Trung Bộ fue utilizado por el rey Bảo Đại del Imperio de Vietnam cuando estableció un nivel administrativo superior a la provincia en 1945, en lugar del Trung Kỳ que recordaba la ocupación francesa. Este nombre fue utilizado oficialmente por el gobierno del entonces Vietnam del Norte para nombrar los territorios que reclamaba como suyos a Vietnam del Sur en 1975, luego de la reunificación vietnamita la palabra Trung Bộ es la terminología que se usa para nombrar el centro e interior profundo del Vietnam moderno.

## Descripción

### Economía
La economía de Vietnam Central se concentra en cinco provincias económicas clave, con muchas ventajas por sus ubicaciones estratégicas que incluyen recursos humanos, además de 17 puertos marítimos, 15 zonas económicas, 22 zonas industriales, dos zonas de procesamiento de exportaciones, ocho aeropuertos, dos carreteras trans-Vietnam, un corredor económico Este-Oeste y proyectos de decenas de miles de millones de dólares. Sin embargo, en la actualidad, los potenciales disponibles aún no han aprovechado plenamente las ventajas económicas regionales en general, cuando las provincias y ciudades tienen todas ventajas pero aún no han sido dominadas y aún existe el desarrollo de la mano de obra. las actividades de producción están fragmentadas y son espontáneas. Los puertos de aguas profundas de Vung Ang y Son Duong (Hà Tĩnh), Chan May (Huế), Tien Sa (ciudad de Đà Nẵng), Ky Ha (Quảng Nam) y Dung Quat ( Quảng Ngãi) no están completamente operado en productividad. Las zonas francas e industriales se encuentran en una situación de carencia de importantes empresas nacionales y extranjeras residentes e interesadas en invertir.

### Importancia
Las cinco provincias suman un área total de aproximadamente 27,884 km², para 2006 ya tenía 6.2 millones de personas y la previsión para 2025 es de 8,15 millones de personas. Estas regiones económicas no solo tienen un papel como fuerza motriz para promover el desarrollo socioeconómico, sino que también juegan un papel importante en la estrategia geopolítico de Vietnam. Desde aquí es posible comerciar con países como Laos, Camboya, Tailandia, Birmania y otros países del Sudeste Asiático, además también del suroeste de China a través de los ejes del corredor Este-Oeste: Carretera 9, Carretera 14, Carretera 24 y Carretera 19 específicamente.
En 1994, el Gobierno aprobó un proyecto de un puerto marítimo de aguas profundas y el Parque Industrial Dung Quat, una zona económica clave que se extiende desde Lien Chieu (Đà Nẵng) hasta Dung Quat (Quảng Ngãi), formando el eje del desarrollo público, industria y turismo a lo largo de la costa desde Đà Nẵng hasta Dung Quat con una cadena creciente de áreas urbanas que se extienden 558 km a lo largo de la costa, incluyendo Hue, Da Nang, Hoi An, Tam Ky, Quang Ngai, Quy Nhon y otros grandes zonas económicas como Chan May - Lang Co, Chu Lai, Dung Quat, Nhon Hoi. Dos años más tarde (en 1996), surgió el proyecto del puerto marítimo de aguas profundas y el parque industrial de comercio y servicios de Chan May, lo que llevó al desarrollo de una zona económica clave que se dirigía a Thua Thien - Hue. En 2004, la aprobación del proyecto del puerto de aguas profundas y la zona económica de Nhon Hoi llevó a la expansión de la zona económica clave al sur de Binh Dinh.

## Organización
Vietnam central está dividido en tres regiones administrativas de primer nivel, seguido de 18 provincias de segundo nivel y un municipio especial también de segundo nivel.
| Región administrativa                          | Unidades administrativas de primer nivel                                       | Área (km²) | Población (2019) | Densidad poblacional (persona/km²) | Notas |
| ---------------------------------------------- | ------------------------------------------------------------------------------ | ---------- | ---------------- | ---------------------------------- | --- |
| Costa Central del Norte (Bắc Trung Bộ)         | Hà Tĩnh Nghệ An Quảng Bình Quảng Trị Thanh Hóa Huế                             | 51,455.60  | 12,251,864       | 203.53                             | Contiene las provincias costeras en la mitad norte de la estrecha parte central de Vietnam. Todos se extienden desde la costa en el este hasta Laos en el oeste. |
| Costa Central del Sur (Duyên hải Nam Trung Bộ) | Bình Định Bình Thuận Đà Nẵng Khánh Hòa Ninh Thuận Phú Yên Quảng Nam Quảng Ngãi | 44,376.80  | 10,934,533       | 206.98                             | Contiene las provincias costeras en la mitad sur de la parte central de Vietnam. Una provincia limita con Laos. |
| Altiplano Central (Tây Nguyên)                 | Đắk Lắk Đăk Nông Gia Lai Kon Tum Lâm Đồng                                      | 54,641.00  | 6,244,582        | 102.63                             | Contiene las provincias montañosas al oeste del centro-sur de Vietnam. Hay un número significativo de minorías étnicas en la región. Una provincia está a lo largo de la frontera de Vietnam con Laos, y cuatro en la frontera con Camboya (Kon Tum limita con Laos y Camboya). |

## Sitios de Vietnam central

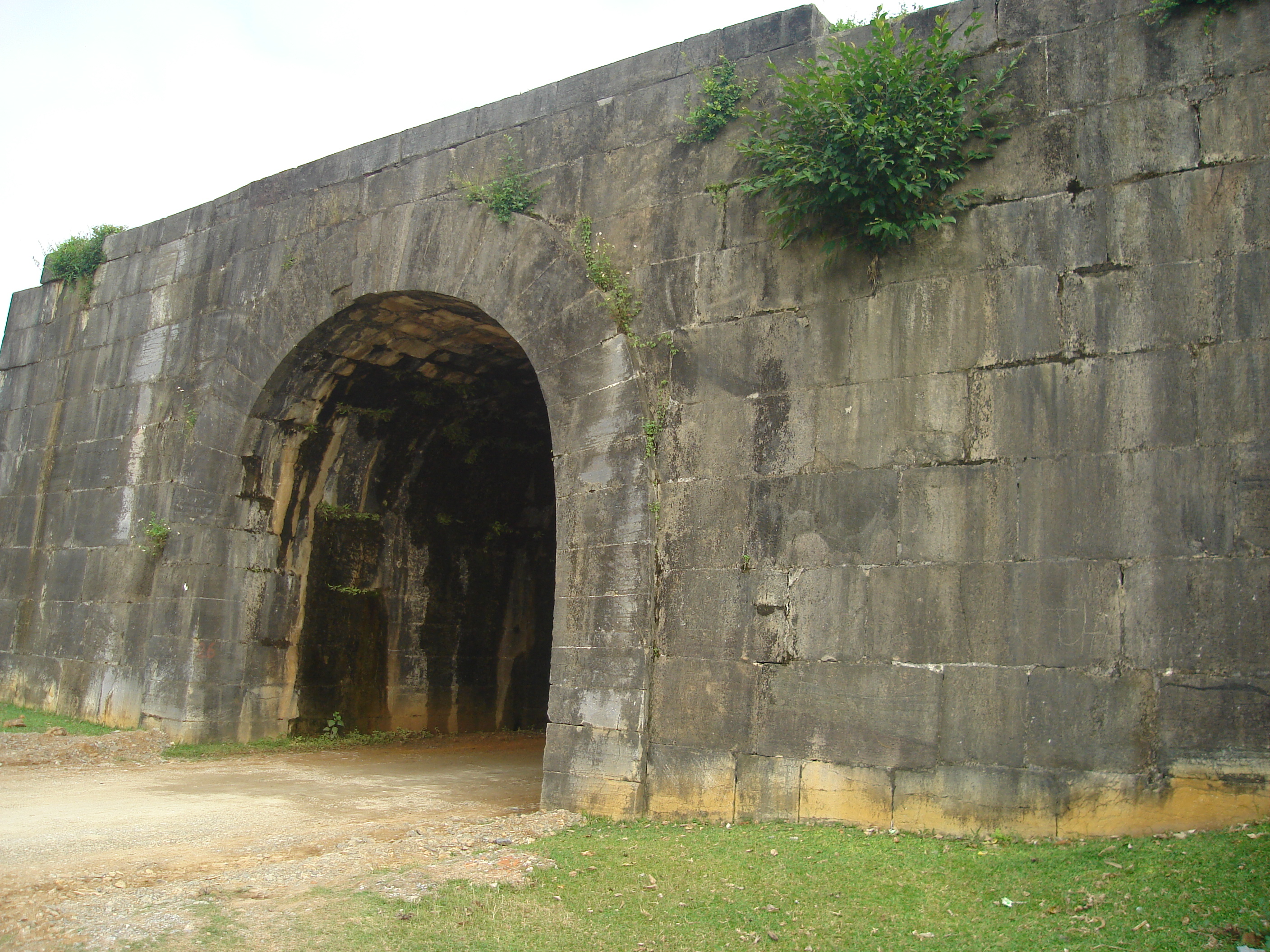
Ciudadela de la dinastía Ho en la Provincia de Thanh Hóa.
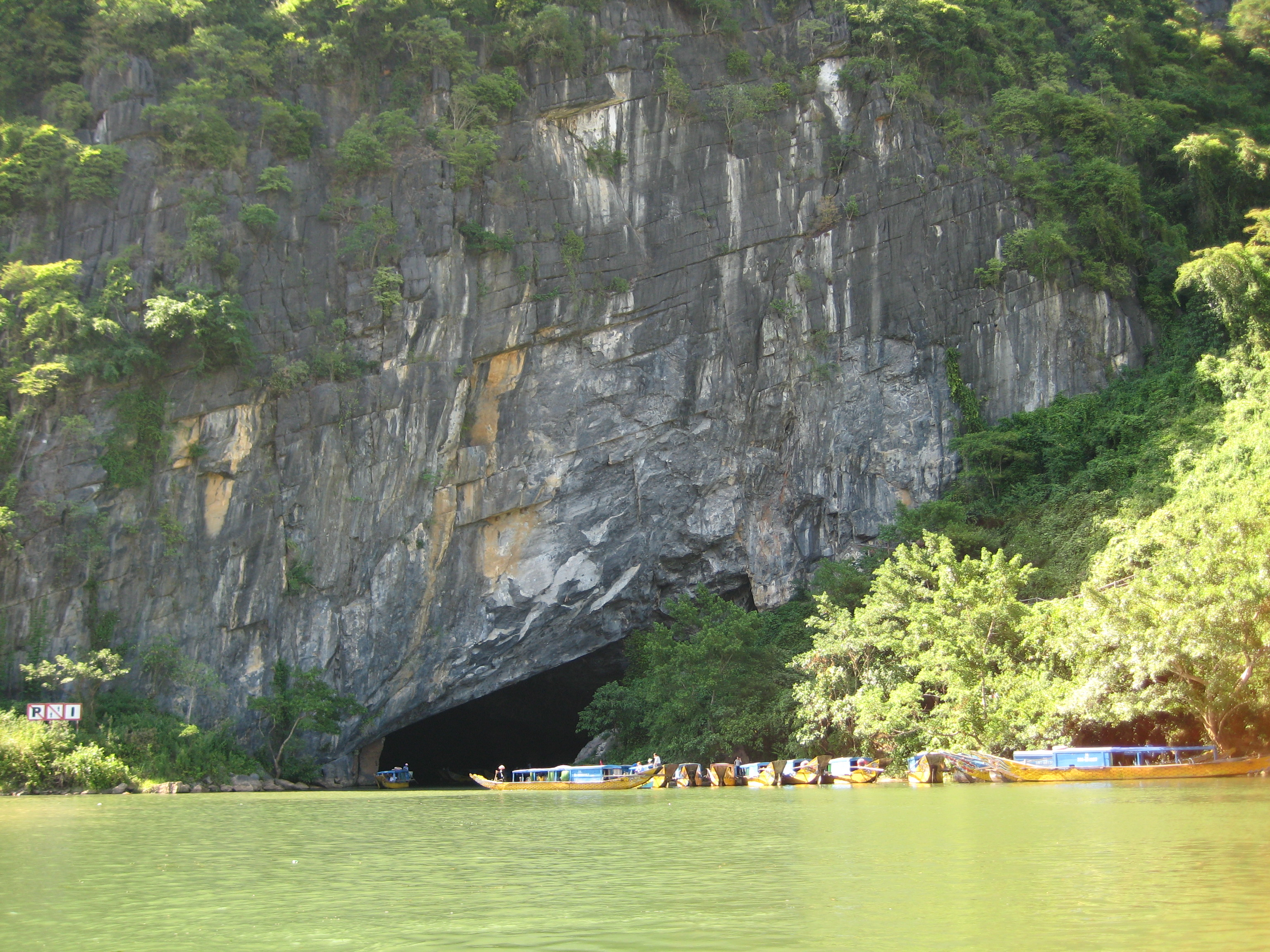
Parque nacional Phong Nha-Kẻ Bàng en la Provincia de Quảng Bình.
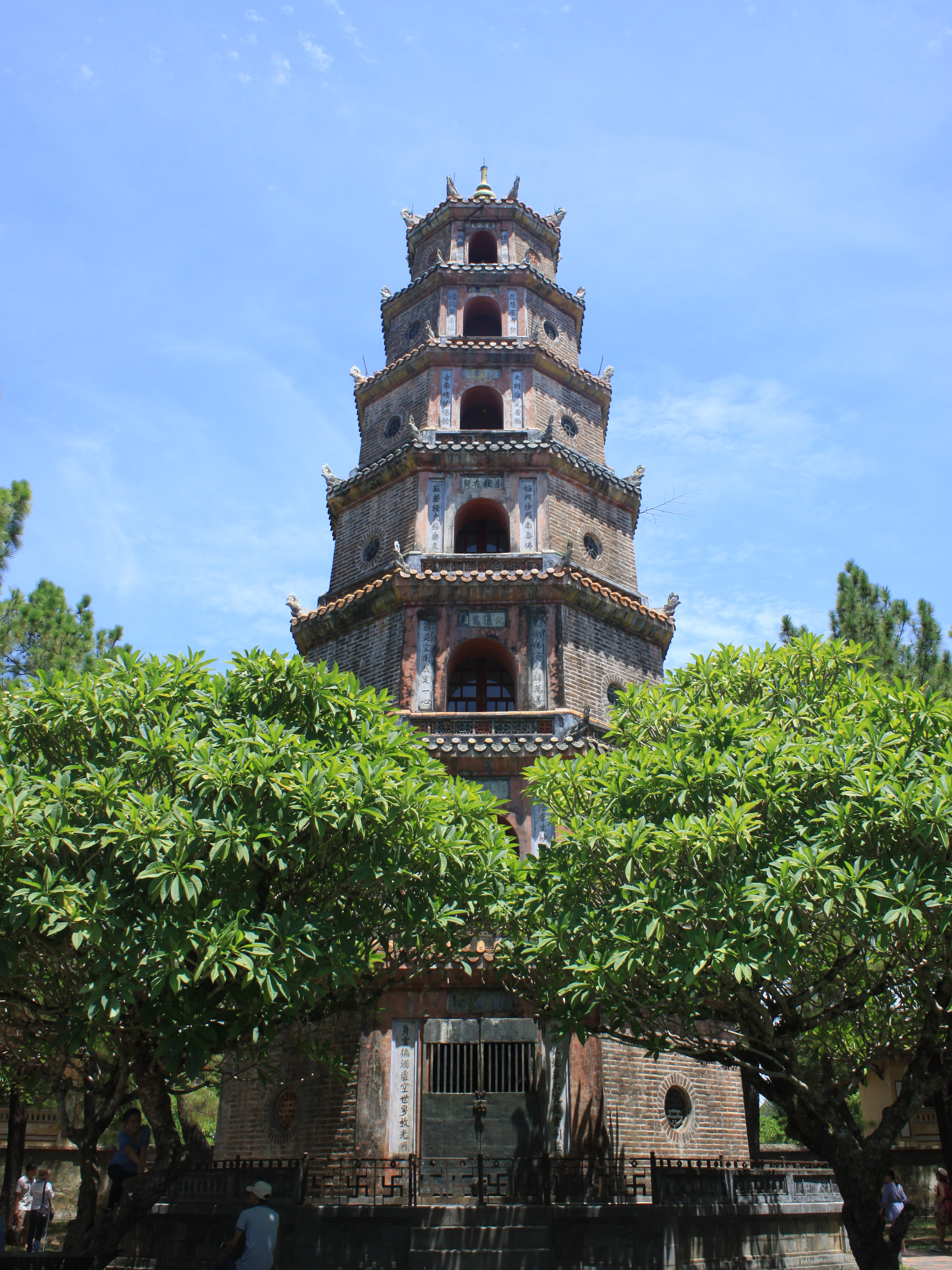
Pagoda de la Dama Celestial en la ciudad de Huế.
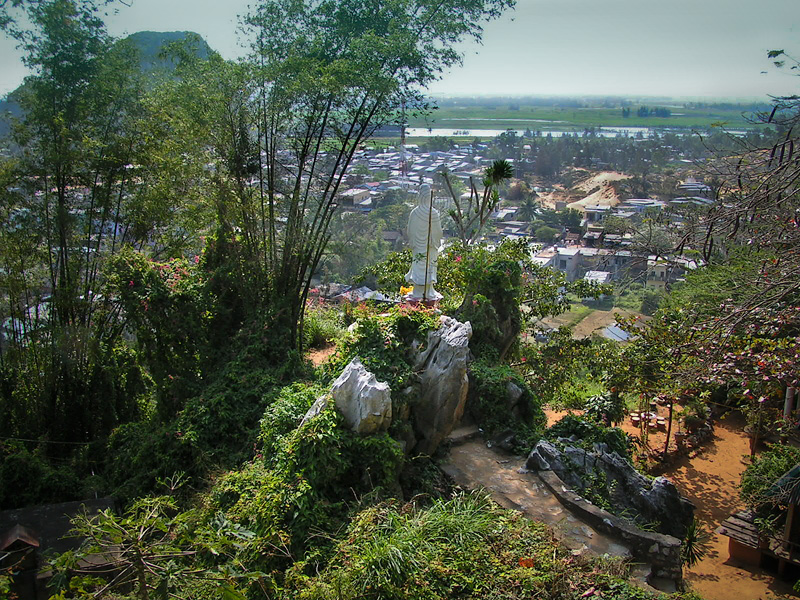
Ngũ Hành Sơn en Đà Nẵng.
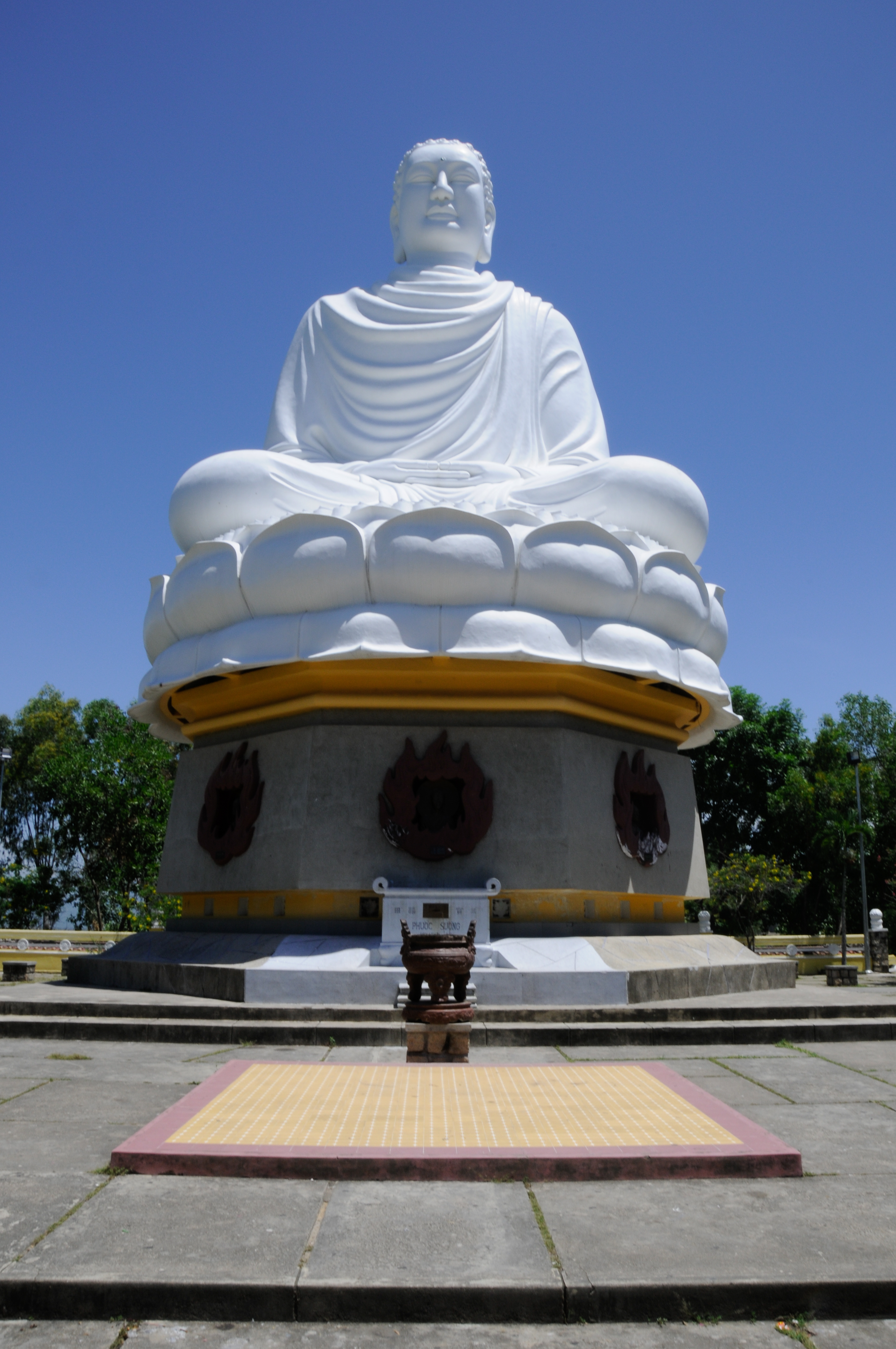
Long Son Pagoda en la Provincia de Khánh Hòa.
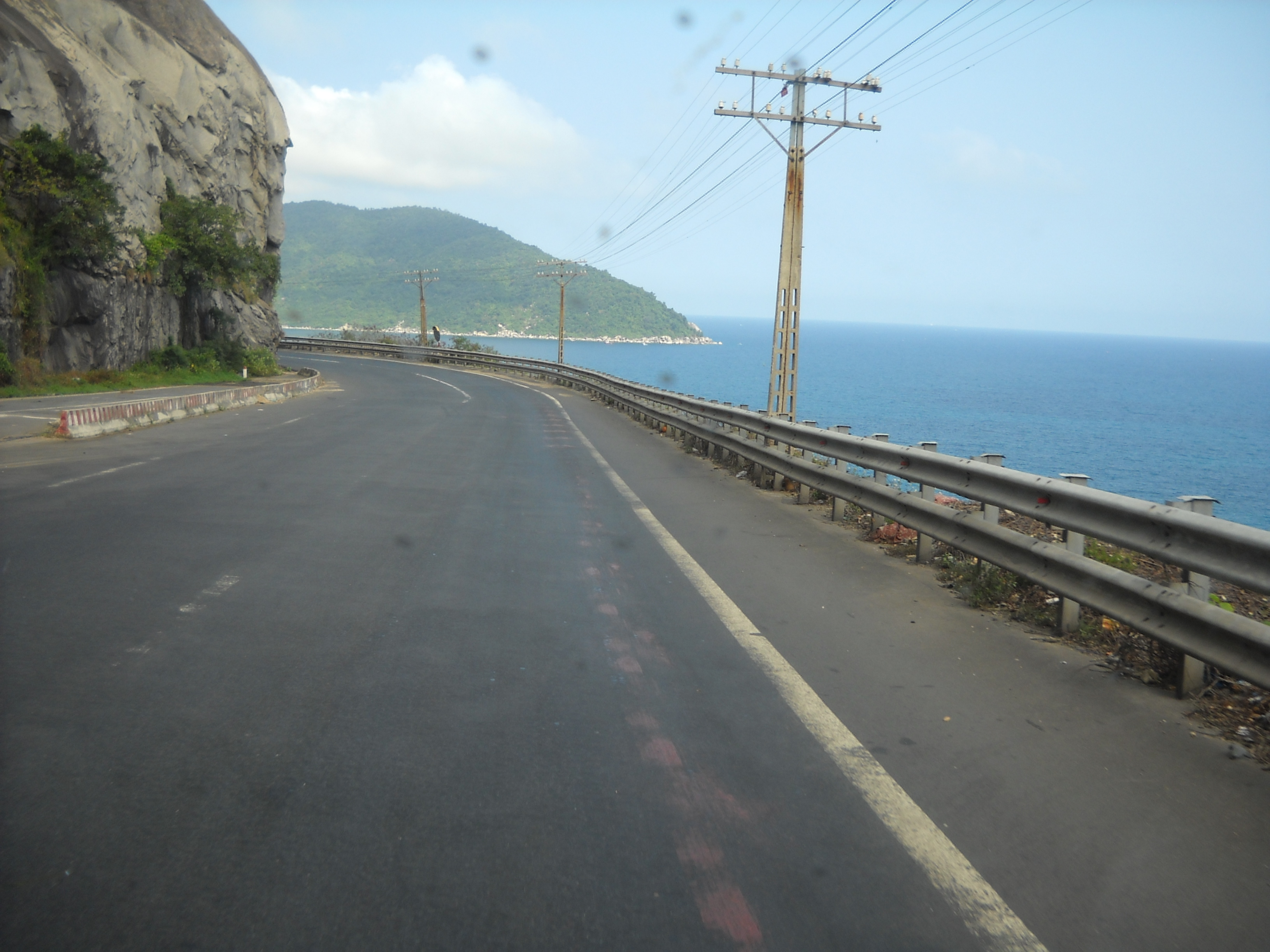
Paso Cả en la Provincia de Khánh Hòa.
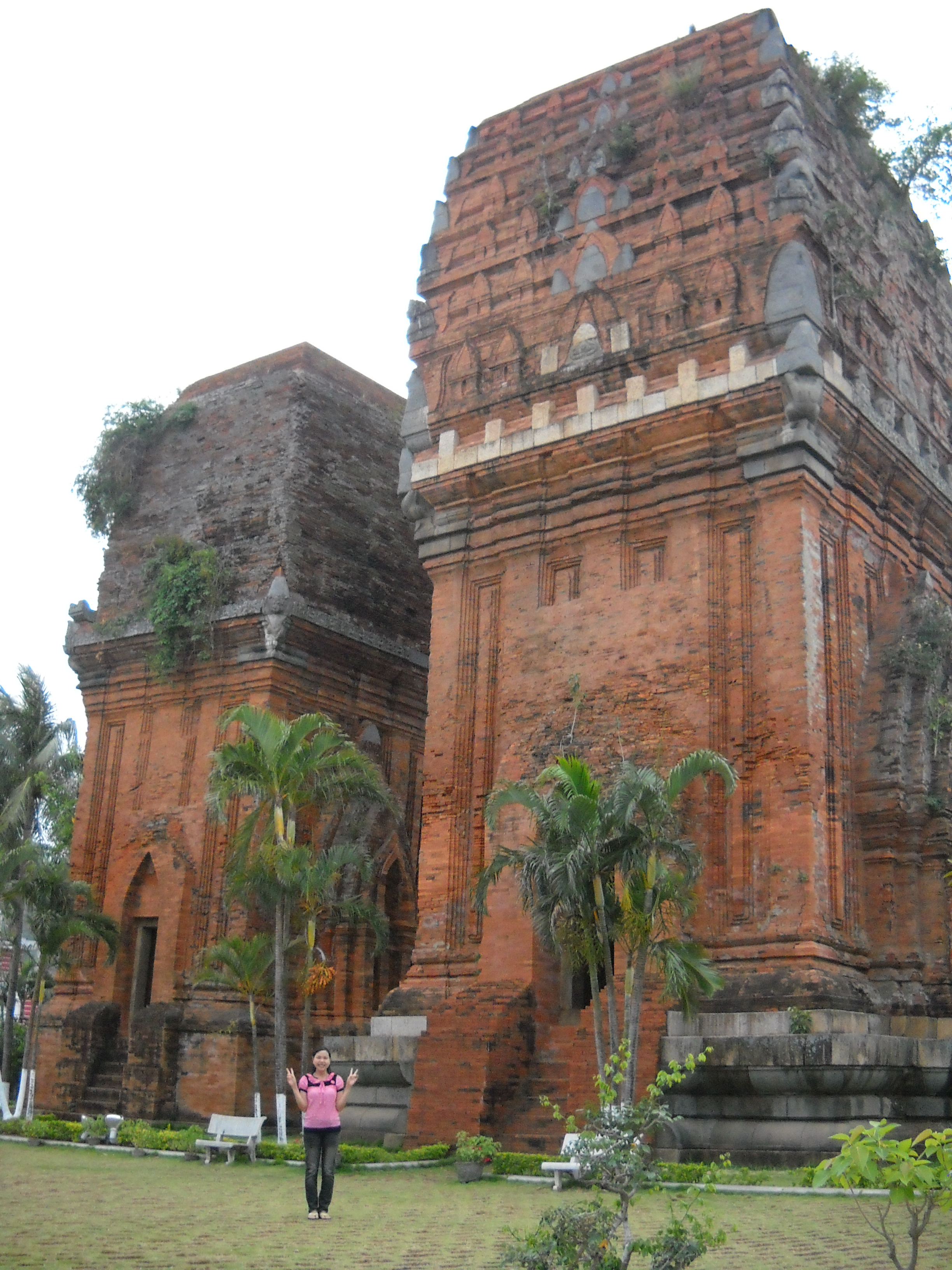
Tháp Đôi en la Provincia de Bình Định.
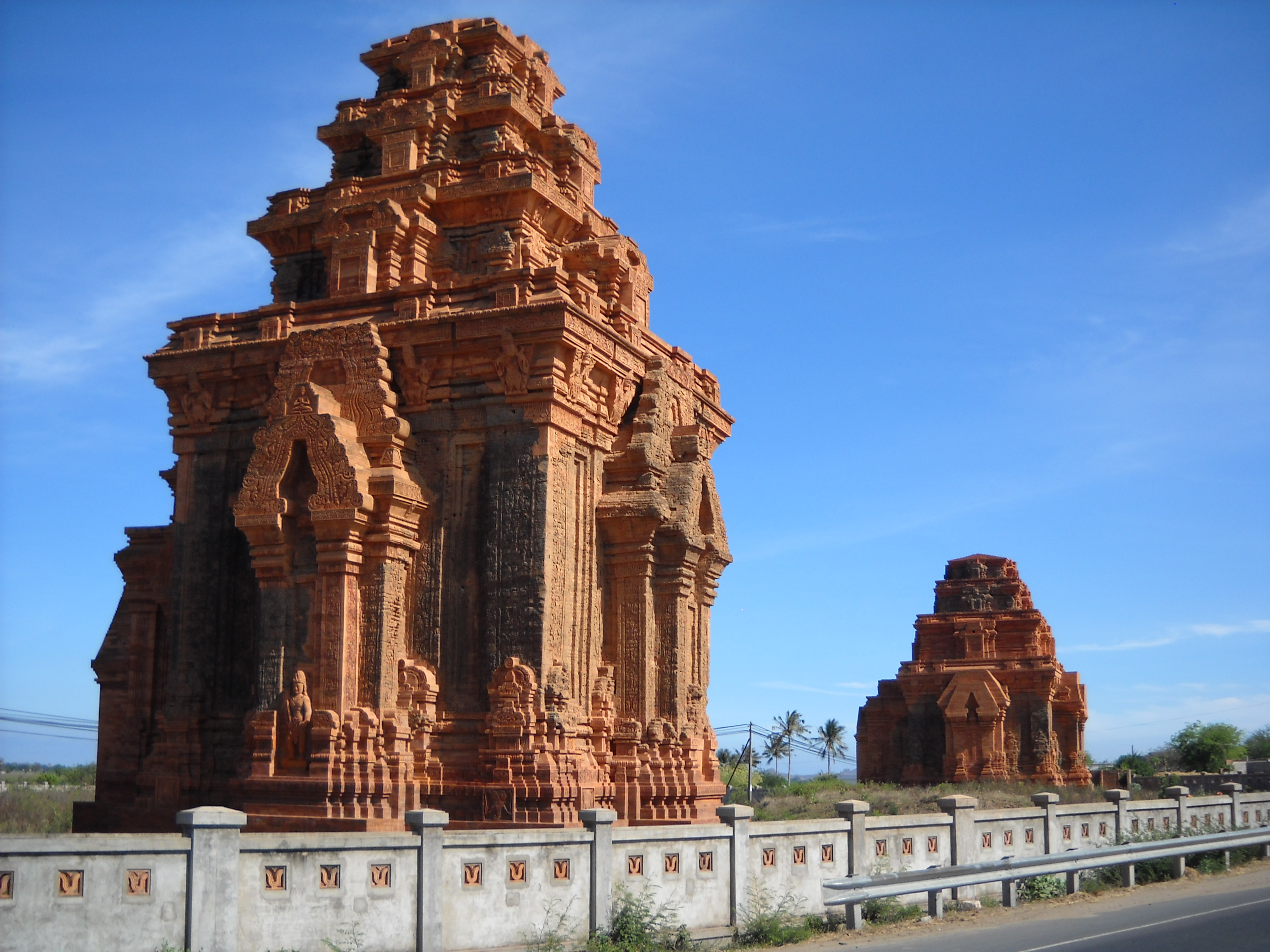
Tháp Hòa Lai en la Provincia de Ninh Thuận.
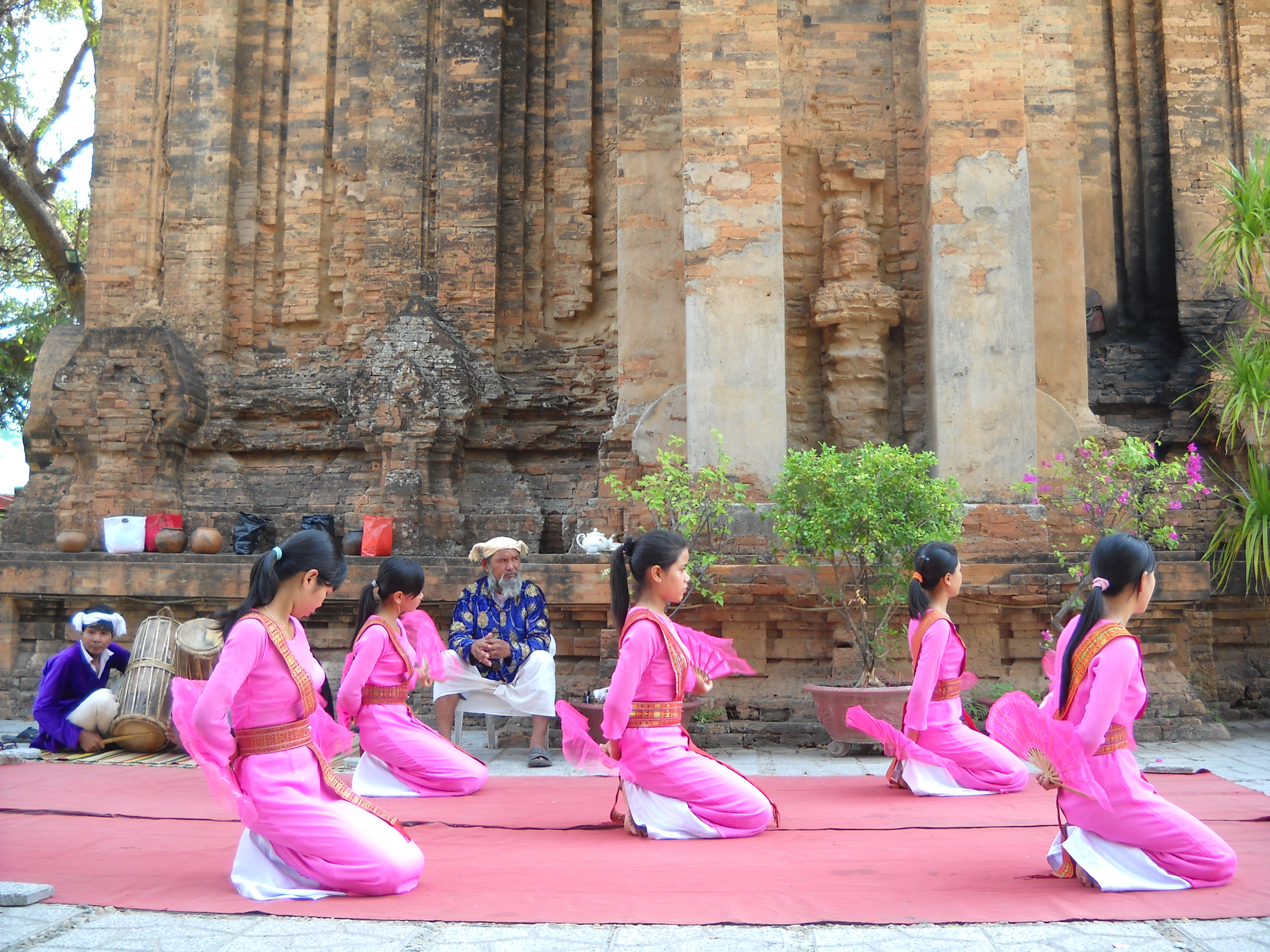
Chicas danzarinas del pueblo cham en la Provincia de Ninh Thuận.
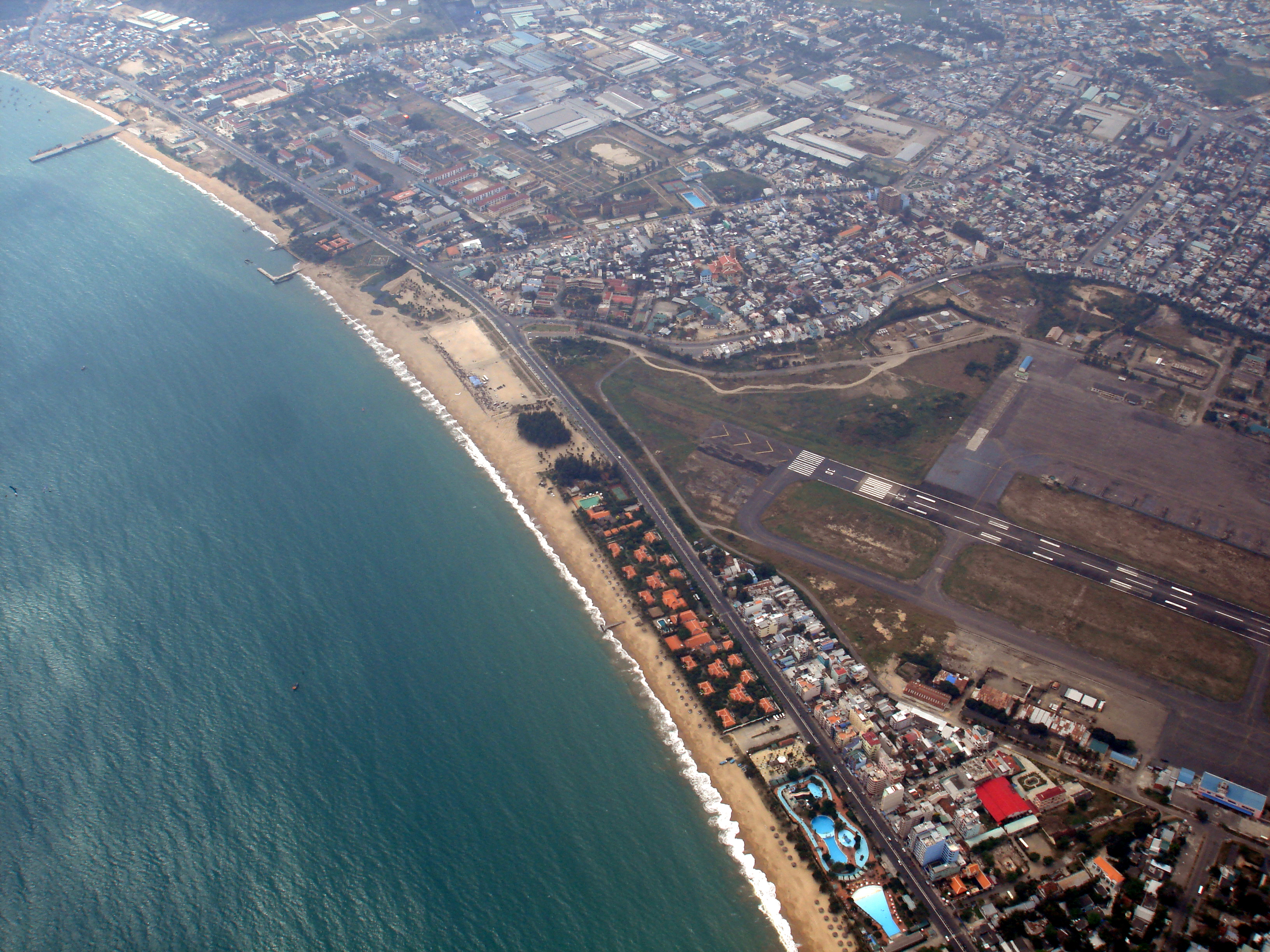
Nha Trang de la Provincia de Khánh Hòa.
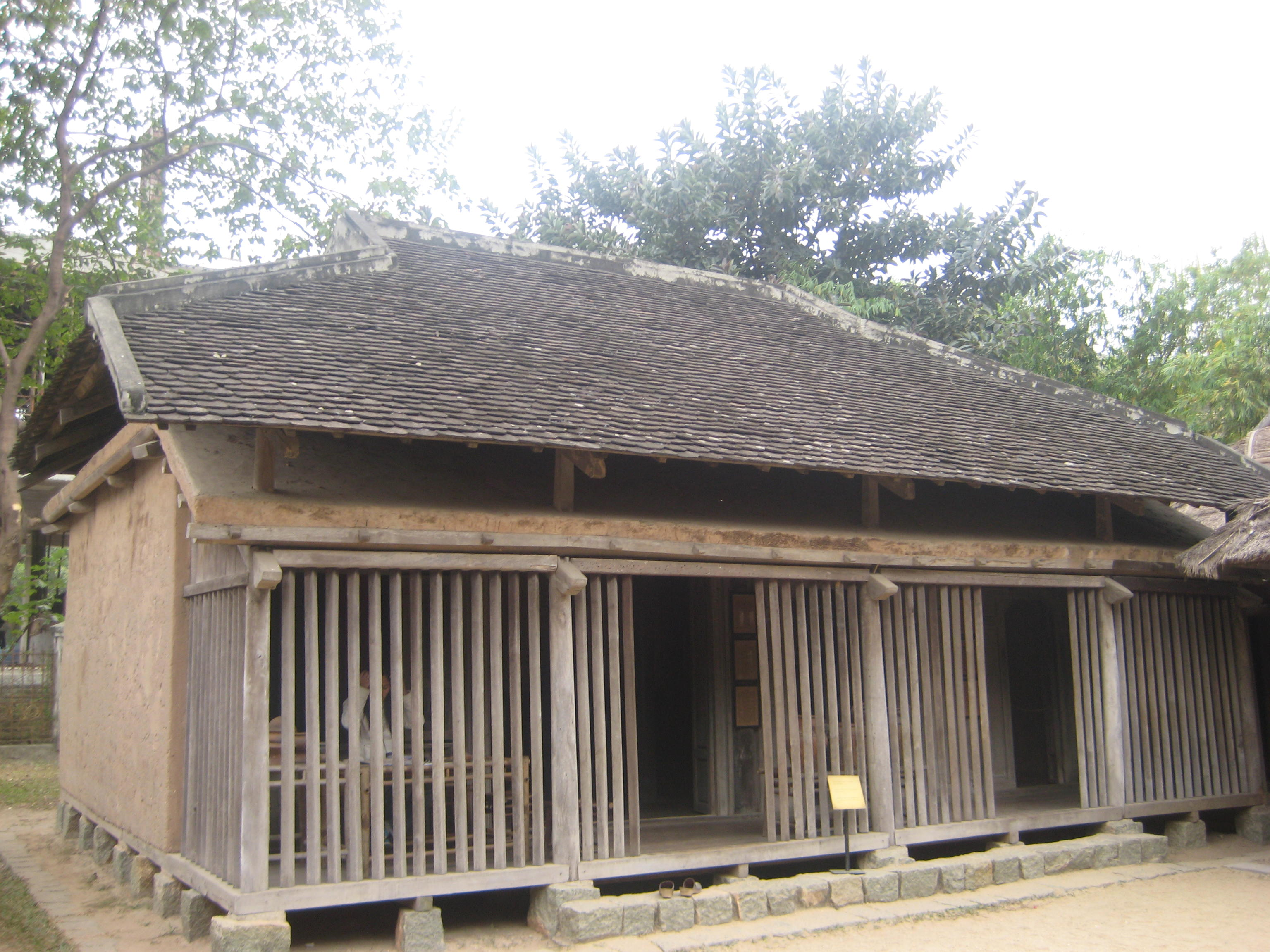
Casa de un cham.
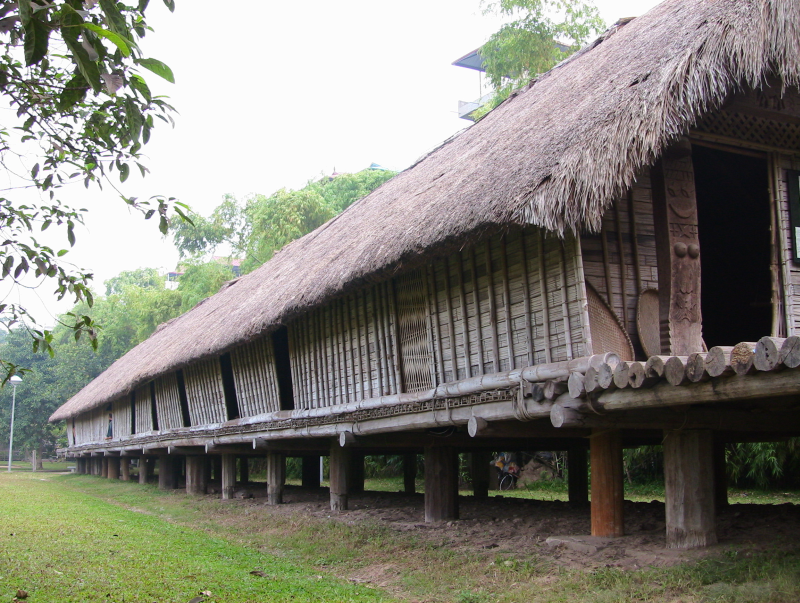
Casa de un rade.
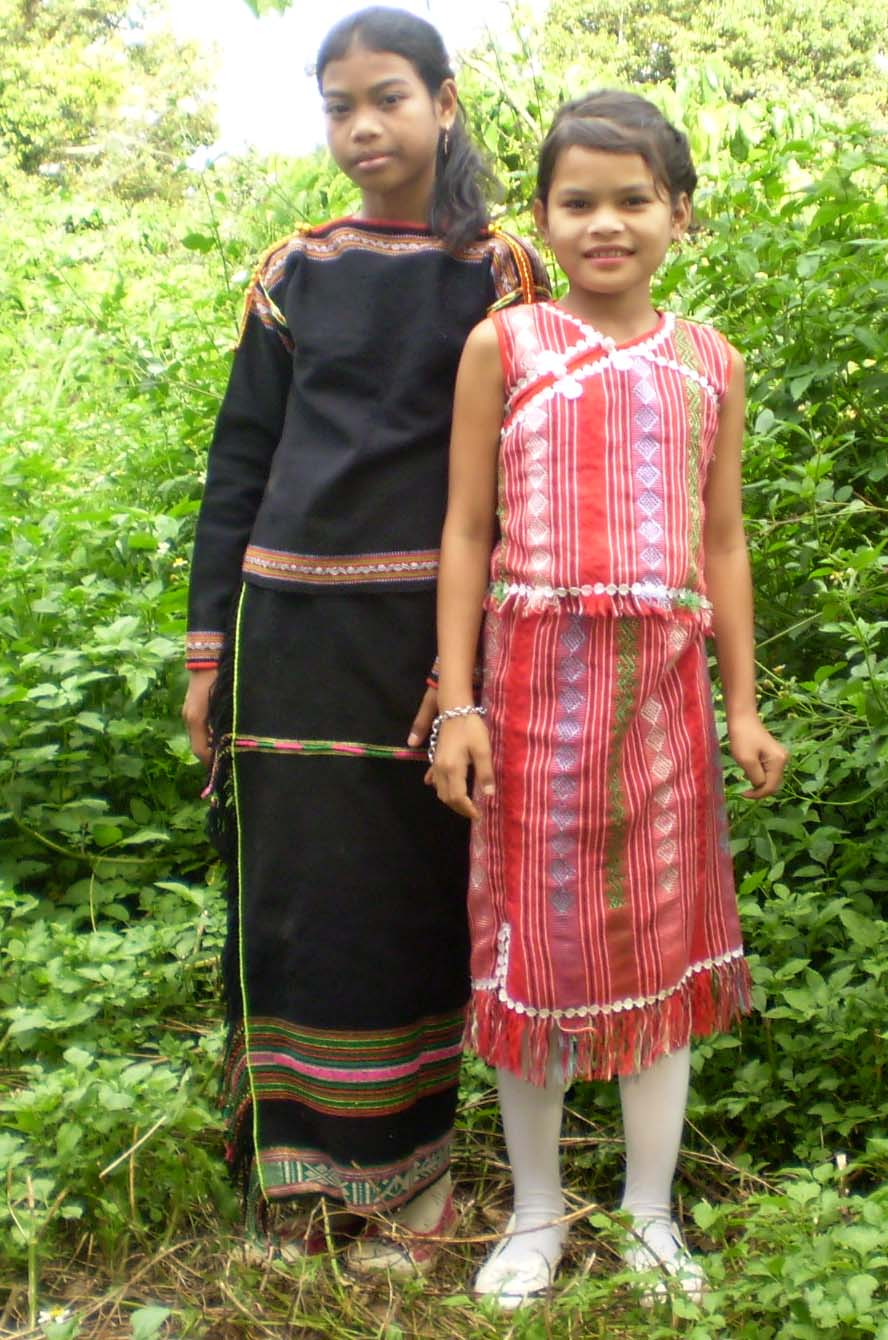
Niñas del pueblo rade.
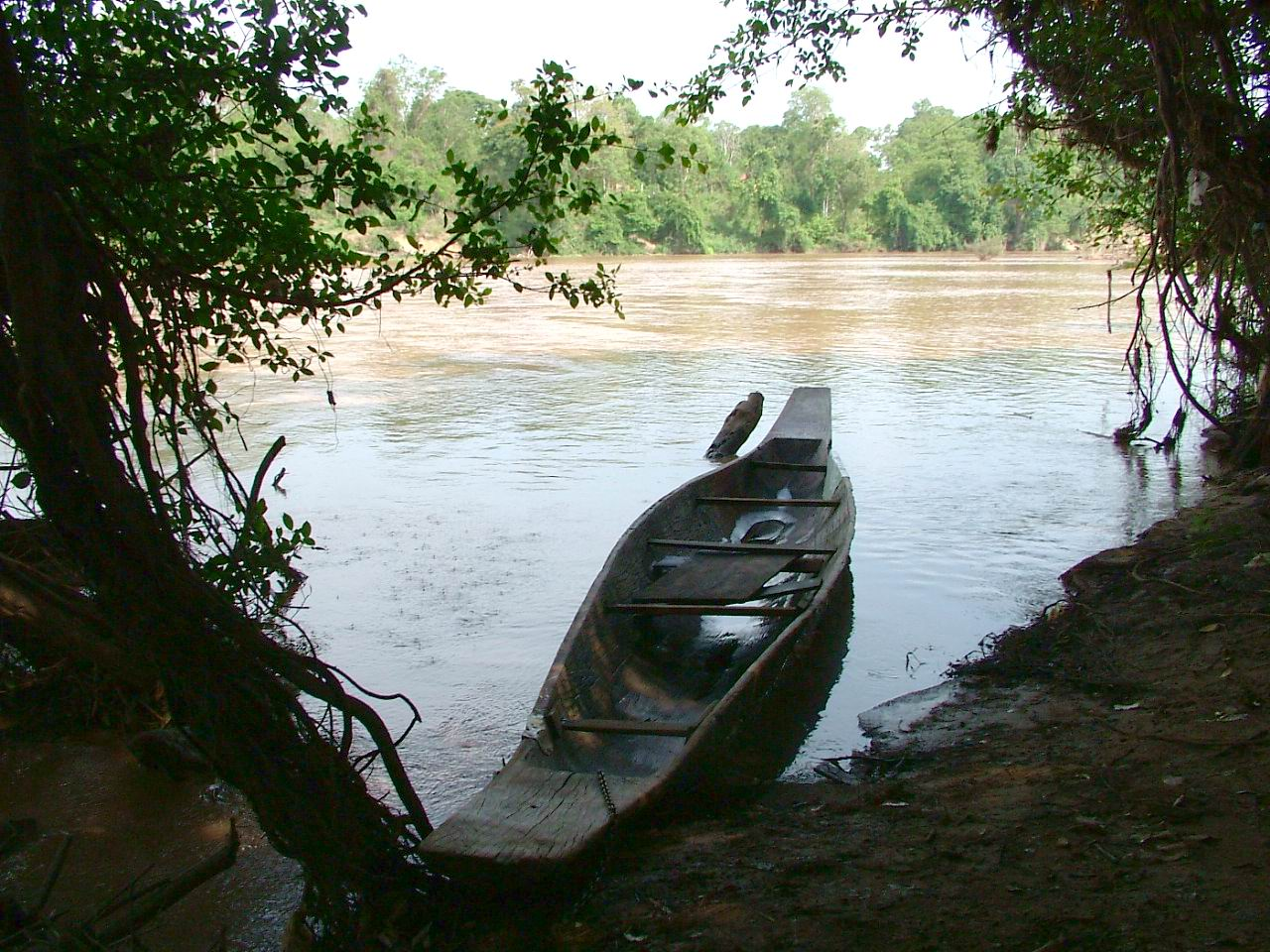
Canoa a orillas del río Srepok en la Provincia de Đắk Lắk.